# Daginesticus mamajevae
Espèce
Synonymes
- Carpathonesticus mamajevae Marusik, 1987

Daginesticus mamajevae est une espèce d'araignées aranéomorphes de la famille des Nesticidae.

## Distribution
Cette espèce est endémique de Géorgie. Elle se rencontre vers Lagodekhi.

## Description
La carapace des mâles mesure de 2,0 à 2,7 mm de long sur de 1,6 à 2,0 mm et la carapace des femelles de 1,6 à 2,9 mm de long sur de 1,4 à 2,2 mm.

## Systématique et taxinomie
Cette espèce a été décrite sous le protonyme Carpathonesticus mamajevae par Marusik en 1987. Elle est placée dans le genre Daginesticus par Fomichev, Ballarin et Marusik en 2022.

## Publication originale
- Marusik, 1987 : « Three new species of the family Nesticidae (Aranei) from the fauna of the USSR. » Zoologicheskii Zhurnal, vol. 66, no 3, p. 461-463.